# Daniel Vidal González
Daniel Vidal González (Tarragona, 14 de junio de 1992), más conocido como Dani Vidal, es un entrenador de fútbol español que actualmente está libre tras abandonar la disciplina del Gimnástic de Tarragona.

## Trayectoria
Nacido en (Tarragona), el 14 de junio de 1992, (a las 11:55h, en domingo -presagio futbolero-). Dani se formaría como jugador en las categorías inferiores del Gimnàstic de Tarragona, donde permanecería durante 8 temporadas antes de colgar las botas. 
En 2013, con apenas 20 años comenzó a dirigir a los equipos del fútbol base del Gimnàstic de Tarragona, haciéndose cargo de las categorías Infantil B, Cadete B, Cadete A, Juvenil B y Juvenil A.
En la temporada 2018-19, dirigiría al equipo Juvenil de División de Honor del club tarraconense.
El 15 de diciembre de 2020, firma como entrenador del Club de Futbol Pobla de Mafumet de la Tercera División de España tras la destitución Albert Company, al que dirige hasta el final de la temporada.
En julio de 2021, se convierte en segundo entrenador del Gimnàstic de Tarragona de la Primera División RFEF, trabajando a las órdenes de Raúl Agné y más tarde de Iñaki Alonso.
El 27 de febrero de 2023, tras la destitución de Iñaki Alonso, se convirtió en entrenador del Gimnàstic de Tarragona de la Primera Federación.
El 9 de junio de 2023 se hizo oficial su renovación hasta 2025. El 11 de mayo de 2025, es destituido como entrenador del conjunto tarraconense.

## Clubes

### Como entrenador
| Club                                   | País   | Año       |
| -------------------------------------- | ------ | --------- |
| Gimnàstic de Tarragona Juvenil "A"     | España | 2018-2020 |
| Club de Futbol Pobla de Mafumet        | España | 2020-2021 |
| Gimnàstic de Tarragona (2º entrenador) | España | 2021-2023 |
| Gimnàstic de Tarragona                 | España | 2023-2025 |